# Kaspisk häst
Den Kaspiska hästen är en hästras med hela Iran som ursprungsland. Den har en mankhöjd på ca 100-130 cm men kan även bli större. Trots detta räknas den Kaspiska hästen inte som ponny utan räknas som miniatyrhäst då den har en stor hästs utseende. Hästrasens färger är alla utom skäck, dock förekommer det oftast brun, fux, svart och skimmel. Den används till ridning, körning och även utställning. Det sägs även att den Kaspiska hästen är en av anfäderna till det arabiska fullblodet och anses var den moderna motsvarigheten till Häst typ 4, en av de typerna som är förfäder till alla dagens moderna hästar. 

## Historia
Upptäckten av den Kaspiska hästen med dess urgamla anor var en sensation för alla som var intresserade av den moderna hästens ursprung och evolution. De första Kaspiska hästarna blev kända 1965 då de officiellt upptäcktes i Iran, även om de hade använts över hela Perserriket i flera tusen år. Efter 1965 kom forskare på att den Kaspiska hästens förfäder troligen var Häst typ 4, samma hästar som var förfäder till arabhästen, men att den Kaspiska hästen existerat hela 3000 år tidigare än araben. Detta gav även upphov till teorier om att den Kaspiska hästen ingått i utvecklingen av araberna. Men det finns inga slutgiltiga bevis för detta. 
Den Kaspiska hästen räknas som en av de äldsta hästraserna i världen näst efter de primitiva mongoliska Przewalskihästarna. Bevisen för att rasen funnits så pass länge är att den har mer liknelser i exteriör och drag med de gamla vildhästarna än vad de har med dagens modernare hästraser. Några exempel är den korta bogen, parietalbenet i huvudet som är annorlunda format och den har en extra kindtand i överkäken. Ytterligare bevis fann man i olika artefakter och konstföremål från Mesopotamien och gamla Egypten.
Den Kaspiska hästen återfanns även på gamla perserkonungen Darius den stores sigill som är från ca 500 f.Kr. Sigillet visade två små hästar som drar den kungliga vagnen där Darius sitter och skjuter pilar mot ett enormt anfallande lejon. Även i antikens Grekland pratade man om en liten häst som levde runt Kaspiska havet och man har även hittat benrester där efter Kaspiska hästen i grottor i samma område. Man visste även att den Kaspiska hästen var populär som gåvor mellan kungligheter. 
Men att dessa hästar fortfarande existerade blev inte känt förrän 1965 då den amerikanske turisten Louise Firouz. Firouz som var gift med en iransk man stötte på en väldigt pigg och glad liten ponny i staden Amol vid kaspiska havet. Hingsten kallades Ostad och var spänd framför en stor och tung vagn. Han var tunn men välmusklad med arabiska fullblodets hållning och glänsande brun hårrem. Lousie köpte Ostad och flera stycken andra Kaspiska hästar och grundade sedan ett stuteri i Norouzabad i närheten av Teheran. 
Louise jobbade hårt på att få fram en bra stam men då Louise hellre köpte loss de hästar som utnyttjades och fick jobba för hårt för sina ägare så var många ponnyer alldeles för tunna och sjuka för att få ihop ett bra avelsmaterial. Det tog Louise två år att få ihop en liten hjord som gav bra avkommor. Louise letade efter fler hästar bland bönderna men svält och dålig skötsel från ägarnas sida hade gjort att många ponnyer hade dött och i slutet av 1960-talet hade Louise enbart samlat ihop 30 kaspiska hästar. 
Men Louise hårda arbete betalade sig när de kungliga stallarna i Teheran startade en egen avel baserad på Louise bästa hingstar och intresset för hästarna ökade kraftigt. Tio år senare var dock rasen nästan utrotad efter en stor revolution i Iran, men mellan 1971 och 1978 exporterades en hingst och sju ston till Storbritannien där de blev grunderna till Caspian Stud som är den Kaspiska hästens stambok och rasen kunde avlas vidare i bland annat England där det fanns bättre bete och bättre avelssystem. De Kaspiska hästarna avlades med största omsorg och man avlade även korsningar mellan den Kaspiska hästen och andra brittiska ponnyraser. År 1975 upprättades ett register för hästarna och rasföreningen "Brittiska Kaspiska Föreningen, Caspian pony Society,CPS, som idag går under namnet The Caspian horse Society,CHS, och Förtroendet" startades. Efter detta började den Kaspiska hästen födas upp i både Nord- och Sydamerika, Australien och Nya Zeeland. Idag finns ca 1500 levande exemplar av rasen som är avsevärt förbättrad.

## Egenskaper
Den kaspiska hästen betecknas som en ponny på grund av sin storlek men räknas egentligen som en häst i miniatyrstorlek, liknande som man gör med Islandshästarna. Den kaspiska hästen har ett ganska kort huvud med liten mule, små öron och stora ögon och har mycket tydliga ädla drag. Hovarna är små och starka och enligt många som föder upp rasen så behöver hästen aldrig skos, även om den går mycket på stenig mark. 
Den kaspiska hästens förfäder användes mest som körhästar och rasen är överlag lätt att köra in men på senare tid har de blivit mer och mer ridhästar och det har visat sig att många kaspiska hästar är naturligt bra hopphästar. Dessutom är den kaspiska hästen vanligtvis en lugn med ett stabilt psyke som gör att barn kan hantera även hingstarna. De kaspiska hästarna har även mycket bra rörelser med flytande rörelser som är ovanliga hos hästar i sådan liten storlek. Detta beror till stor del på deras exteriör som är mer lik en stor hästs än en ponnys och även på grund av det sluttande bogpartiet och de långa benen.